# Friedrich Theodor Vischer/Werkverzeichnis
Siehe auch das Verzeichnis (älterer) Sekundärliteratur.

## Werke
1834
- Berengar von Tours: Rescriptum contra Lanfrannum (De sacra coena). hersg. von August F. Vischer und Friedrich Theodor Vischer. Berlin 1834. Neudruck: Olms, Hildesheim 1975, ISBN 3-487-05898-7 (Nachdr. d. Ausg.)

1835
- Schwäbische Kunde. Ein Gedicht zur Hochzeit des Regimentsquartiermeisters und späteren Direktors im Kgl. Württembergischen Kriegsministerium Friedrich Vischer in Stuttgart am 12. März 1835. Verlag Bauer, Frankfurt/M. 1933. Zum ersten Male gedr. anlässlich der Hochzeit von Alice Fellner und Carl Hartmann am 13. April 1933. Zur Erinnerung überreicht von Schwager Ernst Vischer. Die Vignetten zeichnete Fritz Kredel.

1836
- (als E. Treuburg): Zur Fortsetzung des Faust. Eine Posse. In: Eduard Mörike, Wilhelm Zimmermann (Hrsg.): Jahrbuch schwäbischer Dichter und Novellisten. Stuttgart 1836 (mehr nicht erschienen)

1837
- Ueber das Erhabene und Komische und andere Texte zur Philosophie des Schönen Stuttgart 1837. Wiederabdruck: Robert Vischer (Hrsg.): Kritische Gänge, Bd. 4, S. 3–158. Suhrkamp, Frankfurt/M. 1967

1838
- Dr. Strauß und die Wirtemberger. Dr. Strauß charakterisiert. In: Hallische Jahrbücher für deutsche Wissenschaft und Kunst, Bd. 1 (1838), S. 449–550, 1081–1120. Wiederabdruck: Kritische Gänge, Bd. 1, S. 3–130.

1839
- Die Literatur über Göthe's Faust. In: Hallische Jahrbücher für deutsche Wissenschaft und Kunst. Bd. 2 (1839), Nr. 9–12, S. 27–30; Nr. 50–54, S. 62–67; Nr. 10, S. 1–19. Wiederabdruck: Kritische Gänge. Bd. 2, S. 49–245.

1841
- Ueber allerhand Verlegenheiten bei Besetzung einer dogmatischen Lehrstelle in der gegenwärtigen Zeit. In: Hallische Jahrbücher für deutsche Wissenschaft und Kunst. Bd. 4 (1841), S. 257–627. Wiederabdruck: Kritische Gänge. Bd. 1, S. 107–129.

1842
- Die Aquarell-Kopien von Ramboux in der Galerie zu Düsseldorf. In: Deutsche Jahrbücher für Wissenschaft und Kunst. 1842, Nr. 138–140, 211–216.

1843
- Plan zu einer neuen Gliederung der Aesthetik. In: Jahrbücher der Gegenwart. Bd. 1 (1843), S. 344–351. Wiederabdruck: Kritische Gänge. Bd. 2, S. 343–396.
- Übersetzung von: Vergil: Georgicon, Buch 4. Mit Sprach- und Sacherläuterungen. Hrsg. v. Emerich T. Hohler. Verlag Baur & Dirnböck, Wien 1843
- William Shakespeare: Hamlet. Cotta, Stuttgart 1909. Wiederabdruck: Kritische Gänge, Bd. 6 (1922), S. 57–120.

1844
- Kritische Gänge. 2 Bde. Tübingen 1844.
- Deutsche Kunstgeschichte. In: Jahrbücher der Gegenwart. 1844, S. 831–854, 1012–1061. Wiederabdruck: Kritische Gänge. Bd. 5,2, S. 98–172.
- Aus einer griechischen Reise. Bonz Verlag, Stuttgart 1844. Wiederabdruck: Altes und Neues, Bd. 1. Stuttgart 1881 und in: Kritische Gänge. 1922, Bd. 6, S. 3–38.

1845
- Akademische Rede zum Antritte des Ordinariats am 21. November 1844 zu Tübingen gehalten. Tübingen 1845. Wiederabdruck: Fritz Stern (Hrsg.): Deutsche Akademiereden. Verlag Meyer & Jessen, München 1924, S. 111–130
- (als Philipp Ulrich Schartenmayer): Neues Lied des alten Schartenmayer über die Rede des Prof. Vischer in Tübingen. Stuttgart 1845.
- Wanderbuch für Dr. Heinrich Merz. Als Antwort auf die Schmähschrift „Die Jahrbücher der Gegenwart und ihre Helden“. In Jahrbücher der Gegenwart, Bd. 3 (1845), S. 415–448 (zusammen mit Eduard Zeller und Albert Schwegler)
- Gervinus und die Deutsch-Katholiken. In: Jahrbücher der Gegenwart. Bd. 3 (1845), S. 1086–1114. Wiederabdruck: Kritische Gänge. Bd. 1,2, S. 188–216.

1846
- Aesthetik oder Wissenschaft des Schönen. 6 Teile in 3 Bänden. Mäcken, Reutlingen und Leipzig, später Stuttgart 1846 ff. (Nachdruck: Olms, Hildesheim 1996, ISBN 3-487-05756-5)
  - Teil 1: Die Metaphysik des Schönen. Digitalisat und Volltext im Deutschen Textarchiv
  - Teil 2: Die Lehre vom Schönen in einseitiger Existenz oder vom Naturschönen und der Phantasie.
    - Erste Abtheilung: Die Lehre vom Naturschönen. Digitalisat und Volltext im Deutschen Textarchiv
    - Zweite Abtheilung: Die Lehre von der Phantasie Digitalisat und Volltext im Deutschen Textarchiv

  - Teil 3: Die Kunstlehre
    - Erster Abschnitt: Die Kunst überhaupt und ihre Theilung in Künste Digitalisat und Volltext im Deutschen Textarchiv
    - Zweiter Abschnitt: Die Künste. Erstes Heft: Die Baukunst. Digitalisat und Volltext im Deutschen Textarchiv
    - Zweiter Abschnitt: Die Künste. Zweites Heft: Die Bildnerkunst. Digitalisat und Volltext im Deutschen Textarchiv
    - Zweiter Abschnitt: Die Künste. Drittes Heft: Die Malerei. Digitalisat und Volltext im Deutschen Textarchiv
    - Zweiter Abschnitt: Die Künste. Viertes Heft: Die Musik. Digitalisat und Volltext im Deutschen Textarchiv
    - Zweiter Abschnitt: Die Künste. Fünftes Heft: Die Dichtkunst. Digitalisat und Volltext im Deutschen Textarchiv

  - Registerband
- Über Gavarni und Töpffer. In: Jahrbücher der Gegenwart. Bd. 4 (1846), S. 554–566. Wiederabdruck: Altes und Neues. Bd. 1 (1881)

1847
- Zum neueren Drama. Hebbel. Stuttgart 1847. Wiederabdruck: Altes und Neues / Neue Folge. Stuttgart (1889) und Kritische Gänge. Bd. 6 (1922), S. 39–56.

1849
- Das Bürgerwehr-Institut, oder: Ist der Jammer noch länger zum Ansehen? Eine bitterliche Klage und dringliche Bitte an das Wirtembergische Ministerium. Göpel-Verlag, Stuttgart 1849.

1857
- Kritische Bemerkungen über den ersten Theil von Göthe's „Faust“, namentlich den „Prolog im Himmel“. In: Monatsschrift des Wissenschaftlichen Vereins in Zürich, 2. Jg., S. 42–61, Stuttgart 1857. Wiederabdruck: Werner Keller: Aufsätze zu Goethes „Faust I“ (Wege der Forschung; 145). 3. Auflage. Wissenschaftliche Buchgesellschaft, Darmstadt 1991, ISBN 3-534-03976-9, S. 192–214.

1858
- Über das Verhältniss von Inhalt und Form in der Kunst. Verlag Meyer & Zeller, Zürich 1858. Wiederabdruck: Kritische Gänge, Bd. 4 (1922), S. 198–221.

1859
- Rede zur 100jährigen Feier der Geburt Schiller's am 10. November 1859 in der St. Peters-Kirche zu Zürich gehalten. Verlag Orell & Füssli, Zürich 1859. Wiederabdruck: Altes und Neues / Neue Folge. Stuttgart 1889
- Vernünftige Gedanken über die jetzige Mode. In: Aus dem Morgenblatt. 1859, Nr. 5–6. Stuttgart 1861. Wiederabdruck: Kritische Gänge / Neue Folge, Bd. 3 (1861), S. 93–133.

1860
- Kritische Gänge. Neue Folge. 6 Hefte. Cotta, Stuttgart 1860–1873. Neuausgabe: Kritische Gänge. Hrsg. von Robert Vischer. 6 Bde. Meyer & Jessen, München 1922. Darin:
  - Eine Reise. Neuausgabe: Zusammengetragen und mit einer Einleitung versehen von Hermann Bausinger. Stuttgart 2010 (Die bibliophile Reihe 32; unverk. Privatdruck)

1861
- Die schweizerische Literatur des 18. Jahrhunderts. Verla Bonz, Stuttgart 1861. Wiederabdruck: Kritische Gänge, Bd. 6 (1922), S. 121–139.
- Zum zweiten Theile von Göthe's Faust. In: Kritische Gänge / Neue Folge. Bd. 3 (1861), S. 135–178. Wiederabdruck: Werner Keller (Hrsg.): Aufsätze zu Goethes „Faust II.“ (Wege der Forschung; 445). Wissenschaftliche Buchgesellschaft, Darmstadt 1991, ISBN 3-534-06718-5, S. 11–25.

1862
- (als Deutobold Symbolizetti Allegoriowitsch Mystifizinsky): Faust. Der Tragödie dritter Theil. Treu im Geiste des zweiten Theils des Goethe'schen Faust gedichtet. Tübingen 1862. Weitere Ausgaben siehe Werkartikel.

1863
- Pro domo. In: Kritische Gänge / Neue Folge. Bd. 4 (1863), S. 71–95.

1866
- Oberschwäbische Zeitbilder. Bonz Verlag, Stuttgart 1866. Wiederabdruck: Altes und Neues, Bd. 3 (1882) und Kritische Gänge, Bd. 6 (1922), S. 140–155.

1867
- Die realistische Shakespeare-Kritik und Hamlet. In: Jahrbücher der deutschen Shakespeare-Gesellschaft. Bd. 2 (1867). Wiederabdruck: Kritische Gänge. Bd. 6 (1922), S. 156–179.
- Durcheinander aus Italien. Cotta, Stuttgart 1867. Wiederabdruck: Altes und Neues / Neue Folge. (1889) und Kritische Gänge, Bd. 6 (1922), S. 180–204.

1868
- Ein internationaler Gruß. Cotta, Stuttgart 1868. Wiederabdruck: Altes und Neues, Bd. 3 (1882) und Kritische Gänge, Bd. 6 (1922), S. 205–219.

1870
- Rezension von: Voltaire. Sechs Vorträge von Dr. Fr. Strauß. Bonz Verlag, Stuttgart 1870. Wiederabdruck: Altes und Neues, Bd. 3 (1882) und Kritische Gänge, Bd. 6 (1922), S. 219–239.

1872
- Der Krieg und die Künste. Vortrag am 2. März im Saale des Königsbaues zu Stuttgart gehalten. Weise Verlag, Stuttgart 1872.

1873
- Kritik meiner Ästhetik. Stuttgart 1873. Wiederabdruck: Kritische Gänge, Bd. 4 (1922), S. 222–419.
- (als Philipp Ulrich Schartenmayer): Der deutsche Krieg 1870-71. Ein Heldengedicht aus dem Nachlaß des seligen Philipp Ulrich Schartenmayer hrsg. von einem Freunde des Verewigten. Beck, Nördlingen 1873. 6. Auflage. Beck, München 1904 (Vorrede von Robert Vischer)

1874
- Mein Lebensgang. Bonz Verlag, Stuttgart 1874. Wiederabdruck: Altes und Neues, Bd. 3 (1882) und Kritische Gänge, Bd. 6 (1922), S. 439–505.
- Studie über Gottfried Keller. In: Augsburger Allgemeine Zeitung. Augsburg 1874. Als Gottfried Keller. Eine Studie auch in: Altes und Neues, Bd. 2 (1881) und Kritische Gänge, Bd. 6 (1922), S. 249–295.
- Rezension von: Emil Strauß: Carl Gustav Reuschle, Philosophie und Naturwissenschaft. Zur Erinnerung an D. F. Strauß. In: Jenaer Literaturzeitung, 1874. Wiederabdruck: Altes und Neues, Bd. 2 (1881) und Kritische Gänge, Bd. 4 (1922), S. 489–5341887.
- Philosophische Aufsätze. Eduard Zeller zu seinem fünfzigjährigen Doktor-Jubiläum gewidmet. Leipzig 1887.

1875
- Ein italienisches Bad. Cotta, Stuttgart 1875. Wiederabdruck: Altes und Neues, Bd. 2 (1881) und Kritische Gänge, Bd. 6 (1922), S. 296–325.
- Göthe's Faust. Neue Beiträge zur Kritik des Gedichtes. Stuttgart 1875. 2. Auflage. Cotta, Stuttgart 1920 mit einem Anhang von Hugo Falkenheim.
- Noch ein Wort über Tiermißhandlungen in Italien. Bonz Verlag, Stuttgart 1875. Wiederabdruck: Altes und Neues, Bd. 2 (1881) und Kritische Gänge, Bd. 6 (1922), S. 326–336.
- Der Traum. Stuttgart 1875. Wiederabdruck: Altes und Neues, Bd. 1 (1881), S. 187–232; und Kritische Gänge, Bd. 4 (1922), S. 459–488.

1879
- Auch Einer. Eine Reisebekanntschaft. 2 Bde., Stuttgart 1879. Weitere Ausgaben siehe Werkartikel. (Digitalisat und Volltext im Deutschen Textarchiv Bd. 1, Digitalisat und Volltext im Deutschen Textarchiv Bd. 2)
- Mode und Cynismus. Beiträge zur Kenntniß  unserer Culturformen und Sittenbegriffe. Stuttgart 1879. Neudruck: Kulturverlag Kadmos, Berlin 2005, ISBN 3-931659-84-4.[1]

1880
- Nachruf an Mörikes Grab. 6. Juni 1875. Rede bei der Einweihung des Mörike-Denkmales 4. Juni 1880. Stuttgart 1880. Wiederabdruck: Altes und Neues, Bd. 1 (1881) und Kritische Gänge, Bd. 6 (1922), S. 552–558.

1881
- Altes und Neues. Stuttgart 1881ff. 2., verm. Aufl. 1888. 3. Auflage. 1900. 4. Auflage. Stuttgart/Leipzig 1904. 5. Auflage. Stuttgart 1909.
  - Heft 1, Stuttgart 1881:
    - Aus einer griechischen Reise. 1844.
    - Satyrische Zeichnungen (Gavarni und Töpfler), 1846.
    - Ein malerischer Stoff, 1847.
    - Nachruf an Ed. Mörikes Grab, 1873.
    - Rede bei Einweihung seines Denkmals, 1880.
    - Der Traum, 1875.

  - Heft 2, Stuttgart 1881:
    - Zur Vertheidigung meiner Schr.: Goethes Faust, 1873.
    - Gottfried Keller, 1874.
    - Ein italienischer Bad (Thierquälerei in Recoaro 1875).
    - Noch ein Wort über Thiermisshandlung in Italien, 1875.

  - Heft 3, Stuttgart 1882:
    - Alfred Rethel, 1860.
    - Ludwig Weisser, 1879.
    - Ein internat. Gruss (deutsch-italienische Übersetzung, 1868).
    - Voltaire von Strauss, 1870.
    - Oberschwäbische Zeitbilder (Räuberbanden, Pflug 1866).
    - Publizistisches, 1877.
    - Reuschle: Philos. und Naturwiss. 1874.
    - Mein Lebensgang, 1874.

  - Neue Folge, Stuttgart 1889:
    - Hebbel, 1847.
    - Rede zur 100j. Feier der Geburt Schillers, 1859.
    - Schweizer. Lit. des 18. Jahrhunderts, 1861.
    - Durcheinander aus Oberitalien, 1872.
    - Ein it. Sonettendichter (Rizzi) 1881.
    - Leiden des Buchstaben R auf seiner Wanderung durch Dtld. Zum Schutz der Schutzrede auf das R. Nachruf an B. Auerbachs Grab. Kleine Btrr. zur Charakteristik Goethes, 1883.
    - Rede bei Enthüllung der Gedenktf. am Geburtshause von D. Dr. Strauss. Friedrich Schiller (von Weltrich) 1885.
    - Griech. Frühlingstage (von Ed. Engel) 1886.
    - Das Symbol, 1887.
    - Aphorismen, 1889.
- Ein italienischer Sonettendichter. Stuttgart 1881. Wiederabdruck: Altes und Neues / Neue Folge. Stuttgart 1889 und Kritische Gänge, Bd. 6 (1922), S. 337–344.

1882
- Lyrische Gänge. Stuttgart 1882. 2., verm. Aufl. 1888, 19003. 4. Auflage. Stuttgart/Leipzig 1904. 5. Auflage. Stuttgart 1909.
- Nachruf an Berthold Auerbachs Grab am 15. Februar 1882. Stuttgart 1882. Wiederabdruck: Altes und Neues / Neue Folge. Stuttgart 1889 und Kritische Gänge, Bd. 6 (1922), S. 559–561.
- Über den armen Buchstaben R auf seiner Wanderung durch Deutschland. Ein Beitrag zum Besten der Rechtsprechung. Bonz Verlag, Stuttgart 1882. Wiederabdruck: Altes und Neues / Neue Folge. Stuttgart 1889 und Kritische Gänge, Bd. 6 (1922), S. 345–369.
- Zum Schutz der Schutzrede für das R. Stuttgart 1882. Wiederabdruck: Altes und Nees / Neue Folge. Stuttgart 1889 und Kritische Gänge, Bd. 6 (1922), S. 370–377.
- Zusatz über die Dichtung „Auch Einer“. Stuttgart 1882. Wiederabdruck: Kritische Gänge, Bd. 6 (1922), S. 505–536.

1883
- Kleine Beiträge zur Charakteristik Göthe's. In: Goethe-Jahrbuch, Bd. 4 (1883). Wiederabdruck: Altes und Neues / Neue Folge. Stuttgart 1889 und Kritische Gänge, Bd. 6 (1922), S. 378–415.

1884
- Nicht I [eins] a. Schwäbisches Lustspiel in drei Aufzügen. Bonz, Stuttgart 1884. Neudruck: Schwäbische VG, Tübingen 1979.
- Rede bei der Enthüllung einer Gedenktafel am Geburtshause von David Friedrich Strauß. Stuttgart 1884. Wiederabdruck: Altes und Neues / Neue Folge. Stuttgart 1889 und Kritische Gänge, Bd. 6 (1922), S. 562–566.

1886
- Die erste Kunstschöpfung der Enkelin. In Sonetten verherrlicht vom Großvater. Bonz, Stuttgart 1886. Neudruck: Fink Verlag, Stuttgart 1939 (Nachwort von Dr. Ernst Müller; den Mitgliedern der Gesellschaft der Bibliophilen zu Weimar zur Jahresversammlung in Halle gestiftet)
- Griechische Frühlingstage. Cotta, Stuttgart 1886. Wiederabdruck: Altes und Neues / Neue Folge. Stuttgart 1889 und Kritische Gänge, Bd. 6 (1922), S. 416–435.

1887
- Festspiel zur Uhland-Feier. Bonz Verlag, Stuttgart 1887 (UA am Kgl. Hoftheater zu Stuttgart, 24. April 1887)

1888
- Aphorismen. Stuttgart 1888. Wiederabdruck: Kritische Gänge, Bd. 4 (1922), S. 535–541 und Kritische Gänge, Bd. 6 (1922), S. 567–573.

1898
- Das Schöne und die Kunst. Zur Einführung in die Aesthetik. Vorträge. Stuttgart : Cotta, 1898 Digitalisat

1901
- Übersetzung von: William Shakespeare: Macbeth. Trauerspiel in 5 Akten (Braunsche Schulbücherei; Bd. 5,23). Übertragen auf Grund der Dorothea Tieckschen Übersetzung. Mit Einl. u. Anm. hrsg. von Hermann Conrad. Cotta, Stuttgart 1901

## Sammelwerke

### Werkausgaben
- Gustav Keyßner (Hrsg.): Dichterische Werke. Ausgewählte Prosaschriften. Stuttgart 1918 (5 Bde.)
- Gustav Keyßner (Hrsg.): Ausgewählte Werke. Stuttgart 1918 (3 Bde.)

### Auswahlausgaben
- Franz Georg Brustgi (Hrsg.): Freiheit des Geistes. Eine Auswahl aus seinem Gesamtwerk und den Briefen. Kohlhammer, Stuttgart 1976, ISBN 3-17-004017-0.
- Rudolf Krauß (Hrsg.): Aussprüche des Denkers, Dichters und Streiters. Stuttgart 1920.
- Paul Sakmann (Hrsg.): Gestalt, Humor und Charakter. Eine Auswahl (Stimmen der Geister; 3). Stuttgart 1926.
- Franz Georg Brustgi (Hrsg.): Ein Brevier. Aus seinen Werken zusammengestellt. Stuttgart 1941.
- Wolf Lipp (Bearb.): Auch einer auf Reisen. Eine tröstliche Geschichte für Ungeduldige (Bayreuther Feldpostausgabe). Bayreuth 1943.
- Tücke des Objekts (Die bunten Hefte für unsere Soldaten; 80). Stuttgart 1943.
- Über das Erhabene und Komische und andere Texte zur Ästhetik (Theorie; 1). Suhrkamp, Frankfurt/M. 1967 (Einleitung von Willi Oelmüller)
- Gustav Keyßner (Hrsg.): Lyrische Gänge und andere poetische Werke. DVA, Stuttgart 1909 ff
  - Uhland-Festspiel
  - Allotria
  - Nicht Ia

### Sammlungen
- Robert Vischer (Hrsg.): Vorträge für das deutsche Volk. Festausg. zur Erinnerung an Friedrich Vischers Geburtstag, den 30. Juni 1807. Cotta, Stuttgart 1907.
  - Das Schöne und die Kunst. Zur Einf. in die Aesthetik
  - Shakespeare-Vorträge
    - 1. Bd.: Einl. Hamlet, Prinz von Dänemark, Stuttgart 1899, Stuttgart/Berlin 19052, Stuttgart 19123.
    - 2. Bd.: Macbeth. Romeo und Julia, 1900, 19072.
    - 3. Band Othello. Kg. Lear, 1901, 19122.
    - 4. Bd. Kg. Johann. Richard II. Heinrich IV. Heinrich V. 1901.
    - 5. Bd. Heinrich VI. Richard III. Heinrich VIII., 1903.
    - 6. Bd. Julius Cäsar. Antonius und Cleopatra. Coriolan, 1905.

### Briefe
- Wilhelm Lang: Briefwechsel zw. Gottfried Keller und Friedrich Theodor Vischer (mit Bem. von K. E. Franzos): Dt. Dichtung 9 (1890/1891), S. 181–183, 232–235, 306–307;  10 (1891), S. 27–31, 101–104, 177–179, 225–227.
- Ein Brief Friedrich Theodor Vischer (Fraktion „Westendhall“) vom 1. Dezember 1848. In: Deutsche Rundschau, Bd. 132 (1907), S. 220–222.
- Richard Weltrich: Zwei Briefe Friedrich Theodor Vischers an Weltrich. In: Süddeutsche Monatshefte. Bd. 1 (1904), S. 751–754.
- Robert Vischer: Briefe aus Italien. Von Friedrich Theodor Vischer (1840). In: Süddeutsche Monatshefte. Bd. 1 (1904), S. 380–397, 472–481, 721–733.
- Robert Vischer: Briefe aus Neapel und Sizilien. Von Friedrich Theodor Vischer. In: Süddeutsche Monatshefte. Bd. 2 (1905), S. 132–145.
- Robert Vischer: Ein Brief über Griechenland. In: Süddeutsche Monatshefte. Bd. 2 (1905), S. 221–233.
- Robert Vischer (Hrsg.): Friedrich Theodor Vischer, Briefe aus Italien.  1.–6. Tsd., München 1907, 1908.
- Gottlob Egelhaaf: Briefe Friedrich Theodor Vischers aus der Paulskirche. In: Deutsche Rundschau. Bd. 132 (1907), S. 203–226.
- Gottlob Engelhaaf: Achtzehn Briefe Friedrich Theodor Vischers aus der Paulskirche an Karl Friedrich Schnitzer. In: Deutsch Rundschau. 34/4 (1909), S. 212–225, 360–368; 35/1 (1910), S. 115–120, 368–371; 35/2 (1910), S. 106–121.
- A. B. Benson (Hrsg.): Friedrich Theodor Vischer, Briefe an Arnold Ruge. In: Philological Quarterly. Bd. 3 (1924), S. 32–47.
- Robert Vischer (Hrsg.): Briefwechsel zwischen Eduard Mörike und Friedrich Theodor Vischer. München 1926
- Adolf Rapp (Hrsg.): Briefwechsel zwischen Strauß und Vischer. (Veröffentlichung der DSG; 18/19). Stuttgart 1953
  1. 1863–1851
  2. 1851–1873
- Hermann Glockner: Briefwechsel zwischen Strauß und Vischer. In: Historische Zeitschrift. Bd. 180 (1955), S. 65–74.